# Goraninek (powiat gnieźnieński)
Goraninek (niem. Ammald) – osada w środkowo-zachodniej Polsce, położona w województwie wielkopolskim, w powiecie gnieźnieńskim, w gminie wiejskiej Łubowo, na Pojezierzu Gnieźnieńskim.
W okresie II Rzeczypospolitej oraz w latach 1945–1998 miejscowość administracyjnie należała do województwa poznańskiego.

## Historia
Dawniej była wsią. W 1876 roku wprowadzono niemiecką nazwę Ammald.